# Haardtrand – Auf der Krähhöhle
Das Naturschutzgebiet Haardtrand – Auf der Krähhöhle liegt auf dem Gebiet des Landkreises Bad Dürkheim in Rheinland-Pfalz. Das 29,4 ha große Gebiet, das mit Verordnung vom 29. September 1989 unter Naturschutz gestellt wurde, erstreckt sich nordwestlich der Stadt Wachenheim am südlichen Ortsrand der Kreisstadt Bad Dürkheim. Unweit östlich verläuft die Landesstraße L 162, nördlich die B 37 und östlich die B 271.